# 三田幸司
三田 幸司（みた こうじ、1865年5月28日〈慶応元年5月4日〉 - 1926年〈大正15年〉4月16日）は、日本の政治家。長野県長野市長。

## 経歴
武蔵国埼玉郡持田村（現埼玉県行田市）生まれ。明治19年（1886年）判事登用試験に合格。静岡、沼津、横浜、東京の各区裁判所判事となり、同42年（1909年）以降、徳島、長野、千葉、旭川地方裁判所裁判長を歴任し、大正6年（1917年）大審院判事補となり、退官。明治43年（1910年）から5年間長野地裁に赴任していたこともあり、大正10年（1916年）長野市長に推挙された。
在任中は日本赤十字社長野県支部、神社協会、国防婦人会、在郷軍人会など各種団体の役員にも推薦され、長野-須坂間に定期バスの運行を開始させ、市内に職業紹介所や貯金支局を開設するなどしたが、眼病のため倒れ、わずか8か月で辞任した。